# Maxwell Perkins

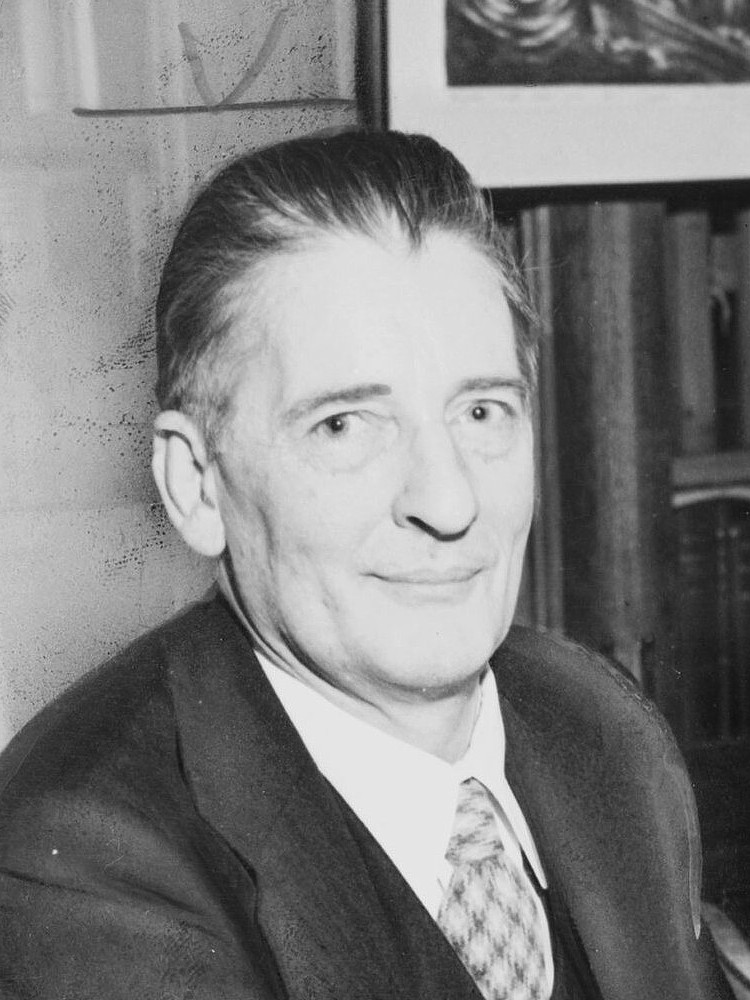
Maxwell Perkins (1943).

William Maxwell Evarts "Max" Perkins (20 de setembro de 1884 – 17 de junho 1947), era um editor de livros do começo do século XX. É lembrado por ter descoberto e lançado autores norte-americanos como Ernest Hemingway, F. Scott Fitzgerald e Thomas Wolfe. Perkins é descrito como o mais amplamente conhecido editor literário da literatura norte-americana.
1. ↑  Bruccoli, Matthew (2004). The Sons of Maxwell Perkins: Letters of F. Scott Fitzgerald, Ernest Hemingway, Thomas Wolfe, and Their Editor. Columbia SC: University of South Carolina Press. p. xvii. ISBN 978-0-224-61721-5. "Maxwell Perkins (1884-1947) is the only literary editor of whom students of American literature and most of their teachers have heard"